# Michael East (athlétisme)
Pour les articles homonymes, voir Michael East.
Michael « Mike » East (né le 20 janvier 1978 à Reading) est un athlète britannique, spécialiste du 1 500 mètres. 

## Biographie
Il remporte la médaille d'or du 1 500 mètres lors des Jeux du Commonwealth de 2002, à Manchester, devant William Chirchir et Youcef Abdi. Il se classe par ailleurs sixième du 1 500 mètres des Jeux olympiques de 2004, à Athènes.
Il se classe deuxième de la Coupe d'Europe des nations 2002, troisième de l'édition 2003 et deuxième de l'édition 2004.

### Palmarès
| Date | Compétition                | Lieu       | Résultat | Marque        |
| ---- | -------------------------- | ---------- | -------- | ------------- |
| 2002 | Coupe d'Europe des nations | Annecy     | 2e       | 3 min 48 s 26 |
| 2002 | Jeux du Commonwealth       | Manchester | 1er      | 3 min 37 s 35 |
| 2003 | Coupe d'Europe des nations | Florence   | 3e       | 3 min 49 s 60 |
| 2004 | Coupe d'Europe des nations | Bydgoszcz  | 2e       | 3 min 49 s 53 |
| 2004 | Jeux olympiques            | Athènes    | 6e       | 3 min 36 s 33 |

### Records
| Épreuve | Épreuve   | Performance   | Lieu       | Date            |
| ------- | --------- | ------------- | ---------- | --------------- |
| 1 500 m | Plein air | 3 min 32 s 37 | Rome       | 2 juillet 2007  |
| 1 500 m | Salle     | 3 min 36 s 42 | Birmingham | 20 février 2004 |